# Părul-Berenicei (constelație)
Părul- sau Cosița- Berenicei (pe latinește Coma Berenices) este o constelație boreală mai puțin remarcabilă. Numele îi provine de la regina Berenice a II-a a Egiptului despre care legenda spune că și-a sacrificat minunatul păr lung. 

## Descriere și localizare

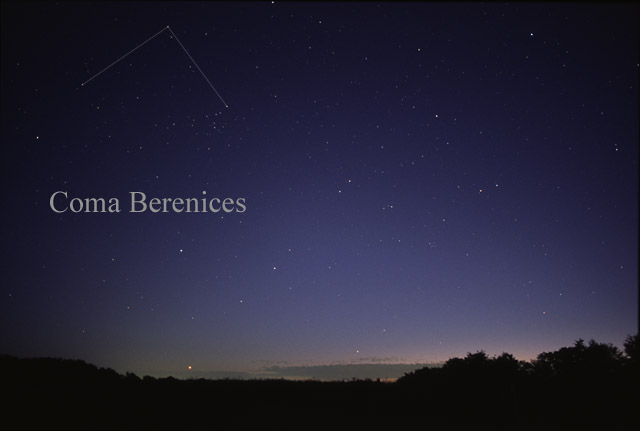
Constelația Părul-Berenicei văzută cu ochiul liber. Pentru identificarea mai ușoară au fost trasate linii între stele.

Cosița-Berenicei este o constelație palidă situată între mult mai vizibilele Leul și Boarul. Inițial a fost un asterism cunoscut încă din vechime și considerat ca făcând parte din Leul. Abia mai târziu i-a fost conferit statutul de constelație de sine stătătoare. Întrucât stelele sale sunt slab luminoase (numai două ating magnitudinea aparentă de 4) trebuie căutată cu privirea numai în nopțiile întunecate, fără lună sau vreo lumină artificială. 
Multe din stelele sale aparțin Roiului stelar deschis din Cosița-Berenicei (denumit și Roiul stelar din Coma și catalogat ca Melotte 111) aflat la o distanță de 260 a-l.
În direcția Cosiței-Berenicei se găsește polul nord al Căii Lactee. Întrucât în acea direcție nu există aproape niciun nor de praf sau gaz din Galaxia Noastră care să ne împiedice vederea, se pot observa foarte multe galaxii îndepărtate. Giganticul Roi de galaxii din Cosița-Berenicei (numit și Roiul de galaxii din Coma) se află la 450 milioane de ani-lumină. Cele aproximativ 1000 de galaxii ce-l compun ocupă pe cer mai mult de 6°. 
În partea sudică a constelației se află câteva galaxii izolate aflate la o distanță de 20-40 de milioane de ani-lumină, precum și galaxii componente ale Roiului de galaxii din Fecioara aflat la 65 de milioane de ani-lumină.

## Observarea stelelor

Vizibilitatea nocturnă a constelației.

Această constelație este palidă, iar forma sa este lipsită de interes, însă este interesantă pentru observarea cu un telescop de amator.
Este în direcția polului galactic, ceea ce explică micul număr de stele și de nori stelari. A contrario, în această direcție se pot observa cu mai multă ușurință galaxii îndepărtate.
Localizarea constelației
Cele trei stele principale ale constelației sunt slabe (mag 4,5), iar „părul” nu este vizibil sub forma unui praf de stele decât în condiții foarte bune de luminozitate (mag 5 până la 6).
Constelația este situată la sud de „proțapul” / „oiștea” Carului Mare din Ursa Mare. Pornind de la „proțap”, la ~15° spre sud se află cele două stele strălucitoare care formează Câinii de Vânătoare, și încă ~15° în aceeași direcție roiul de stele. 
După ce au fost reperate, în această zonă, forma Ursei Mari și steaua Arcturus din Boarul, reperarea zonei este destul de ușoară: marele roi de stele se află la jumătatea distanței dintre Arcturus și cele două stele care marchează laba din față a Ursei Mari.

## Istorie
Această constelație nu era, la origine, decât un asterism.

Ea a fost asociată unei legende, și este una dintre singurele (împreună cu Scutul lui Sobieski) care își datorează numele unui personaj istoric, în ocurență regina Berenice a II-a a Egiptului, soția lui Ptolemeu al III-lea Evergetes,(fl. 246 î.Hr.-221 î.Hr.), regele care a făcut din Alexandria un important centru cultural.
În 246 î.Hr., regele a întreprins o expediție periculoasă în Siria contra  lui Seleucos al II-lea și mamei acestuia, Laodice I. Aceasta era acuzată că a pus să fie asasinați regele Antiochos al II-lea, noua sa soție Berenice Syra (sora lui Ptolemeu al III-lea), precum și fiul lor. În fața pericolelor acestei expediții, și temându-se pentru viața soțului său, regina Berenice a II-a a Egiptului s-a dus la templul Afroditei pentru a-i face promisiunea solemnă că-și va sacrifica părul său cel lung, de care era foarte mândră, dacă soțul său se va reîntoarce sănătos de la război.
Când Ptolemeu a revenit viu, câțiva ani mai târziu, în 243 î.Hr., Berenice și-a tăiat părul și l-a depus drept ofrandă la templul zeiței, potrivit angajamentului său. Însă în noaptea următoare, părul a dispărut în mod misterios.
Ptolemeu s-a înfuriat, a dispus să se închidă porțile orașului pentru a-l scotoci în amănunțime, însă fără niciun rezultat. Pentru a-i liniști pe rege și pe regina ofensați (și pentru a salva viețile preoților templului), astronomul curții, Conon din Samos, a anunțat că ofranda îi plăcuse atât de mult zeiței încât aceasta a plasat-o pe cerul nocturn.

Drept „dovadă”, astronomul le-a arătat cuplului regal un roi de stele, care în epocă era denumit „Coada Leului”, dar care acum este denumit Părul-Berenicei.